# Tiglatpileser III

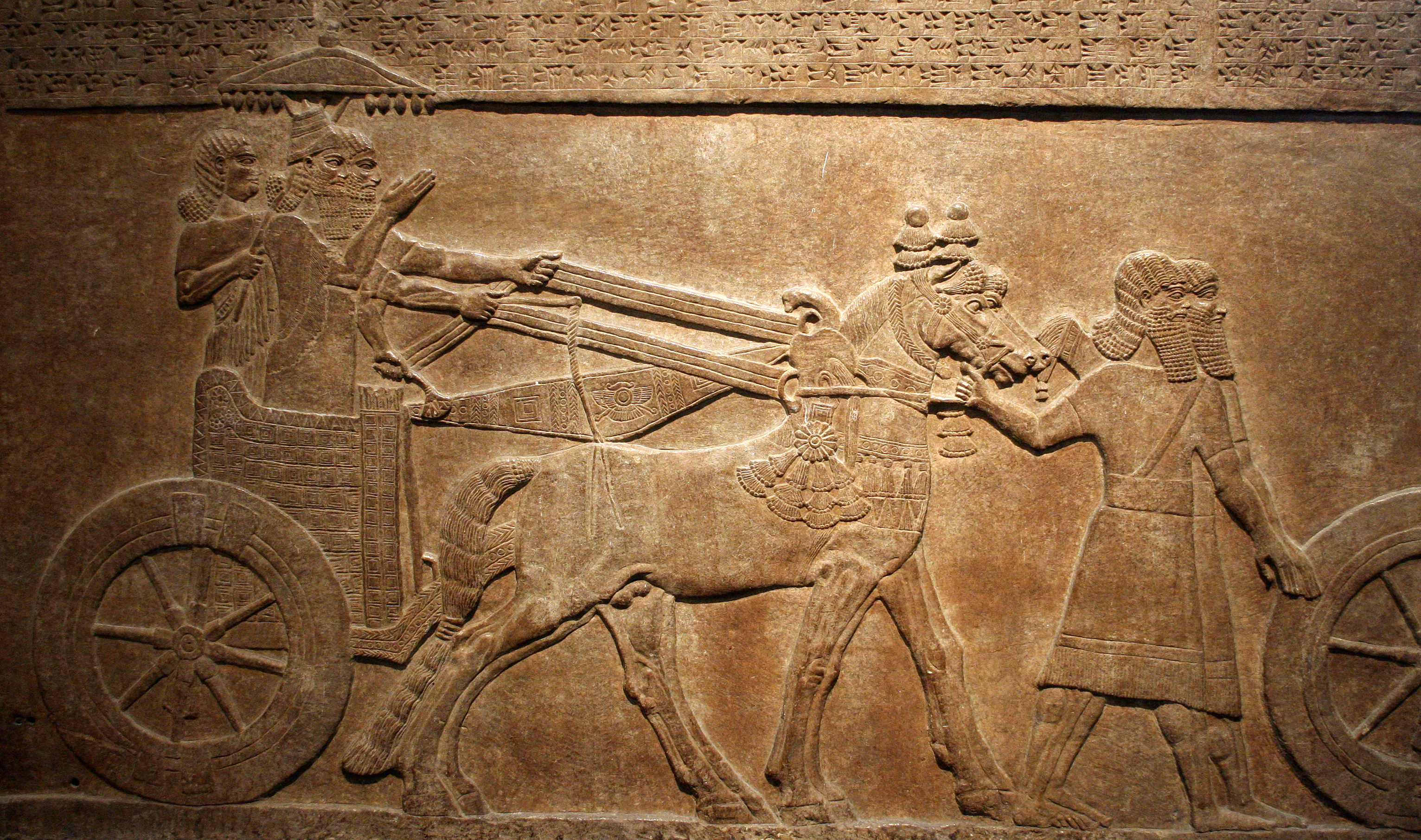
Detalj från en relief som visar Tiglat-pilesar III sedan han intagit staden Astartu i nuvarande Jordanien.

Tiglatpileser III (även särskrivet Tiglat Pileser) var en assyrisk kung. Hans regering (744–727 f.Kr.) lade grunden för det assyriska rikets ledande ställning som världsmakt, och landets administration reformerades. Han avsatte och sannolikt mördade kung Assurnirari V. Han var möjligen själv av kunglig börd. Han var minst 40 år gammal då han övertog makten, och cirka 60 då han avled.
Tiglatpileser kom som den ende assyriske kungen någonsin ända till den urartiska huvudstaden Tushpa vid stranden av Vansjön. År 729 f.Kr. kröntes han till kung av Babylon under namnet Pulu, ett namn som också förekommer i Bibeln.
Redan under sitt första regeringsår fick Tiglatpileser genom oredan i Babylon, som hade lidit svårt av de kaldeiska stammarnas infall, en välkommen anledning att rensa landet från inkräktarna. Men samtidigt tvingade han även Nabonassar att erkänna Assyriens överhöghet.
Babylonien var vid denna tid, att döma av kungalistornas uppgifter, försvagat även av inre splittring och dynastierna växlade hastigt. År 732 kom en före detta provinsguvernör, Nabu-suma-ukin II, genom en revolution upp på tronen, men endast för att efter en knappt månads regering undanträngas av en kaldeisk furste, Nabu-mukin-zeri. Nu ingrep på nytt Tiglatpileser, gjorde slut på Nabu-mukin-zeri och hans bundsförvanters makt samt antog officiellt titlarna "kung av Babylon" och "kung av Sumer och Akkad. Stora fälttåg norr- och västerut hade förberett denna hans största framgång. Urartu och Nairiänderna hade på nytt blivit besegrade i flera fälttåg och gränserna tryggats genom anläggande av fästningar. Sin politiska huvuduppgift såg emellertid Tiglatpileser i sina företag mot länderna i väst, och han företog krigståg mot nästan mot alla syriska furstar. Den segerrike härskaren berömmer sig i sina inskrifter med att han uppburit tribut från en lång rad av furstar.
Han inledde en långsiktig reform som medförde en drastisk minskning av de enskilda provinsernas storlek. En del av hans reform av imperiet gick ut på att genomföra väldiga folkomflyttningar i en skala som tidigare inte skådat. Man har beräknat att de samlade deportationerna omfattade cirka 4,5 miljoner människor.